# Sárgalábú galamb
A sárgalábú galamb (Columba pallidiceps) a madarak osztályának galambalakúak (Columbiformes) rendjéhez és a galambfélék (Columbidae) családjához tartozó faj.

## Rendszerezése
A fajt Edward Pierson Ramsay ausztrál ornitológus írta le 1877-ben, az Ianthaenas nembe Ianthaenas pallidiceps néven.

## Előfordulása
Pápua Új-Guineához tartozó Bismarck-szigetek és a Salamon-szigetek területén honos. Természetes élőhelyei a szubtrópusi vagy trópusi síkvidéki és hegyi esőerdők. Állandó, nem vonuló faj.

## Megjelenése
Testhossza 13 centiméter.

## Természetvédelmi helyzete
Az elterjedési területe még elég nagy, egyedszáma 2500-9999 példány közötti és csökken. A Természetvédelmi Világszövetség Vörös listáján sebezhető fajként szerepel.